# Diodo emissor de luz
O diodo emissor de luz (sigla LED, em inglês: light-emitting diode), é usado para a emissão de luz em locais e instrumentos onde se torna mais conveniente a sua utilização no lugar de uma lâmpada. Especialmente utilizado em produtos de microeletrônica como sinalizador de avisos, também pode ser encontrado em tamanho maior, como em alguns modelos de semáforos. Também é muito utilizado em painéis de LED, cortinas de LED, pistas de LED e postes de iluminação pública, permitindo uma redução significativa no consumo de eletricidade.
Em 2014 os inventores dos diodos emissores de luz azul foram laureados com o Prêmio Nobel de Física.

## Características

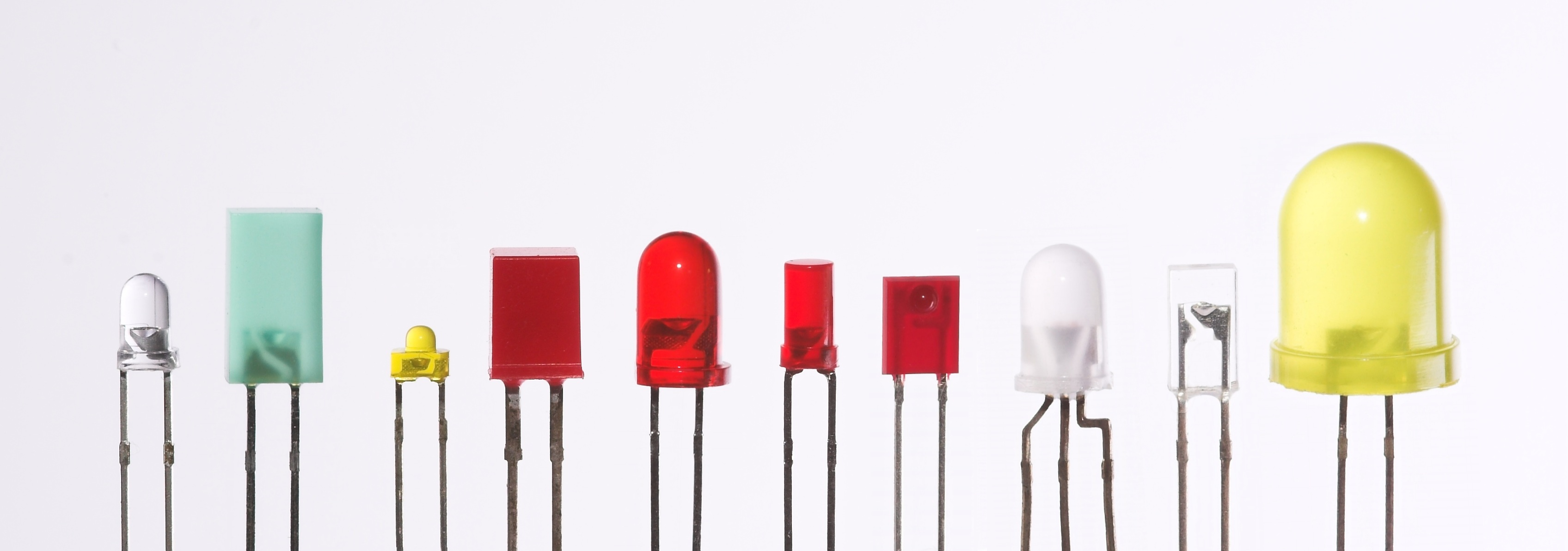
Diferentes tipos de lâmpadas de LED.

O LED é um diodo semicondutor (junção P-N), que quando é energizado, emite luz visível – por isso o nome "LED" (Diodo Emissor de Luz). A luz não é monocromática (como em um laser), mas consiste de uma banda espectral relativamente estreita e é produzida pelas interações energéticas do elétron. O processo de emissão de luz pela aplicação de uma fonte elétrica de energia é chamado eletroluminescência.
Em qualquer junção P-N polarizada diretamente, dentro da estrutura, próximo à junção, ocorrem recombinações de lacunas e elétrons. Essa recombinação exige que a energia possuída pelos elétrons seja liberada, o que ocorre na forma de calor ou fótons de luz.
No silício e no germânio, que são os elementos básicos dos diodos e transistores, entre outros componentes eletrônicos, a maior parte da energia é liberada na forma de calor, sendo insignificante a luz emitida (devido à opacidade do material), e os componentes que trabalham com maior capacidade de corrente chegam a precisar de irradiadores de calor (dissipadores) para ajudar na manutenção dessa temperatura em um patamar tolerável.
Já em outros materiais, como o arsenieto de gálio (GaAs) ou o fosfeto de gálio (GaP), a quantidade de fótons emitidos é suficiente para constituir fontes de luz bastante eficientes.
A forma simplificada de uma junção P-N de um LED demonstra seu processo de eletroluminescência. O material dopante de uma área do semicondutor contém átomos com um elétron a menos na banda de valência em relação ao material semicondutor. Na ligação, os íons desse material dopante removem elétrons de valência do semicondutor, deixando "lacunas" (ou buracos), fazendo com que o semicondutor torne-se do tipo P. Na outra área do semicondutor, o material dopante contém átomos com um elétron a mais do que o semicondutor puro em sua faixa de valência. Portanto, na ligação, esse elétron fica disponível sob a forma de elétron livre, formando o semicondutor do tipo N.

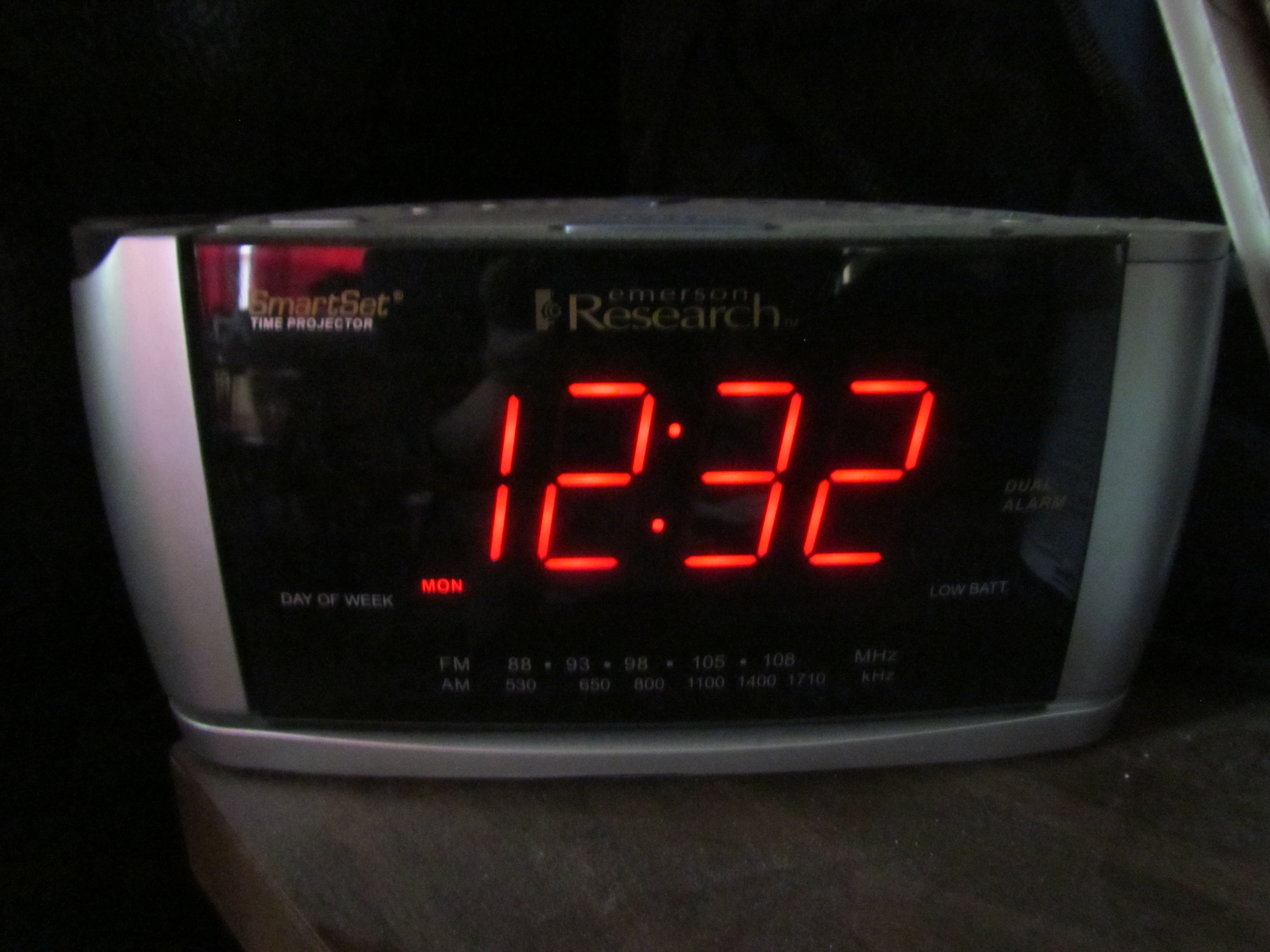
Relógio com tela de LED.

Os semicondutores também podem ser do tipo compensados, isto é, possuem ambos os dopantes (P e N). Neste caso, o dopante em maior concentração determinará a que tipo pertence o semicondutor. Por exemplo, se existem mais dopantes que levariam ao P do que do tipo N, o semicondutor será do tipo P. Isso implicará, contudo, na redução da mobilidade dos portadores.
A mobilidade dos portadores é a facilidade com que cargas n e p atravessam a estrutura cristalina do material sem colidir com a vibração da estrutura. Quanto maior a mobilidade dos portadores, menor será a perda de energia, portanto mais baixa será a resistividade.
Na região de contato das áreas, elétrons e lacunas se recombinam, criando uma fina camada praticamente isenta de portadores de carga, a chamada barreira de potencial, onde há apenas os íons "doadores" da região N e os íons "aceitadores" da região P, que por não apresentarem portadores de carga, "isolam" as demais lacunas do material P dos outros elétrons livres do material N.
Um elétron livre ou uma lacuna só pode atravessar a barreira de potencial mediante a aplicação de energia externa (polarização direta da junção). Nesse ponto, ressalta-se um fato físico do semicondutor: nesse material, os elétrons só podem assumir determinados níveis de energia (níveis discretos), sendo as bandas de valência e de condução as de maiores níveis energéticos.
A região compreendida entre o topo da banda de valência e a parte inferior da banda de condução é a chamada "banda proibida". Se o material semicondutor for puro, não terá elétrons nessa banda (daí ser chamada "proibida"). A recombinação entre elétrons e lacunas, que ocorre depois de vencida a barreira de potencial, pode acontecer na banda de valência ou na proibida. A possibilidade dessa recombinação ocorrer na banda proibida se deve à criação de estados eletrônicos de energia nessa área pela introdução de outras impurezas no material.
Como a recombinação ocorre mais facilmente no nível de energia mais próximo da banda de condução, pode-se escolher adequadamente as impurezas para a confecção dos LEDs, de modo a exibirem bandas adequadas para a emissão da cor de luz desejada (comprimento de onda específico).

## Funcionamento

A luz emitida não é monocromática, mas a banda colorida é relativamente estreita. A cor, portanto, depende do cristal e da impureza de dopagem com que o componente é fabricado. O LED que utiliza o arsenieto de gálio emite radiações infravermelhas. Dopando-se com fósforo, a emissão pode ser vermelha ou amarela, de acordo com a concentração. Utilizando-se fosfeto de gálio com dopagem de nitrogênio, a luz emitida pode ser verde ou amarela. Hoje em dia, com o uso de outros materiais, consegue-se fabricar LEDs que emitem luz azul, violeta e até ultravioleta. Existem também os LEDs brancos, mas esses são geralmente emissores de cor azul, revestidos com uma camada de fósforo do mesmo tipo usado nas lâmpadas fluorescentes, que absorve a luz azul e emite a luz branca. Com o barateamento do preço, seu alto rendimento e sua grande durabilidade, esses LEDs tornam-se ótimos substitutos para as lâmpadas comuns, e devem substituí-las a médio ou longo prazo. Existem também os LEDs brancos, chamados RGB (mais caros), e que são formados por três "chips", um vermelho (R de red), um verde (G de green) e um azul (B de blue). Uma variação dos LEDs RGB são LEDs com um microcontrolador integrado, o que permite que se obtenha um verdadeiro show de luzes utilizando apenas um LED.
Encontra-se o aspecto físico de alguns LEDs e o seu símbolo elétrico.
Em geral, os LEDs operam com nível de tensão de 1,6 a 3,3 V, sendo compatíveis com os circuitos de estado sólido. É interessante notar que a tensão é dependente do comprimento da onda emitida. Assim, os LEDs infravermelhos geralmente funcionam com menos de 1,5V, os vermelhos com 1,7V, os amarelos com 1,7V ou 2,0V, os verdes entre 2,0V e 3,0V, enquanto os leds azuis, violeta e ultravioleta geralmente precisam de mais de 3V. A potência necessária está na faixa típica de 10 a 150 mW, com um tempo de vida útil de 100 000 ou mais horas.

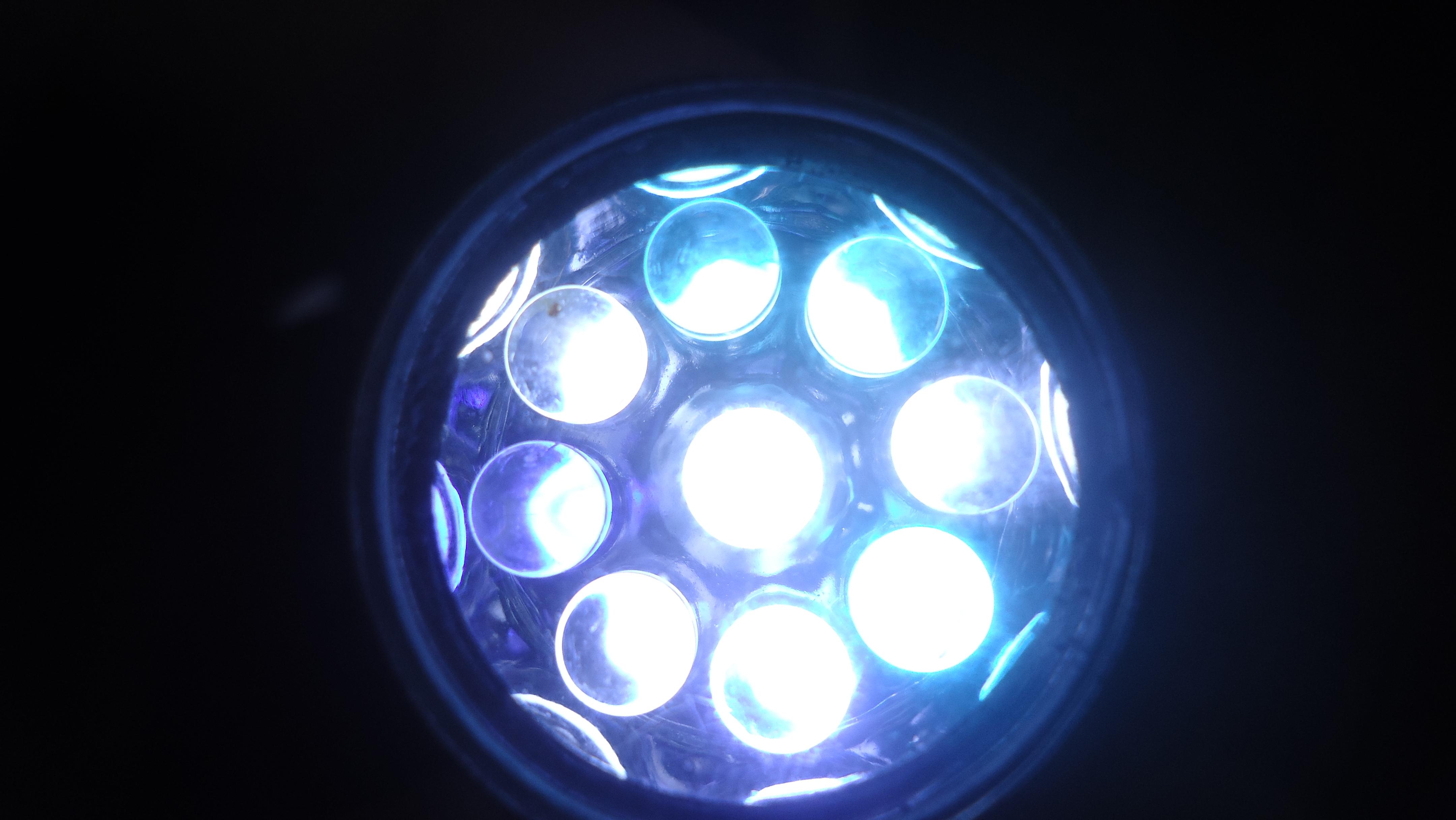
Lanterna baseada em LEDs de alto brilho com baixo consumo de energia.

Como o LED é um dispositivo de junção P-N, sua característica de polarização direta é semelhante à de um diodo semicondutor.
Sendo polarizado, a maioria dos fabricantes adota um "código" de identificação para a determinação externa dos terminais A (ânodo) e K (cátodo) dos LEDs.
Nos LEDs redondos, duas codificações são comuns: identifica-se o terminal K como sendo aquele junto a um pequeno chanfro na lateral da base circular do seu invólucro ("corpo"), ou por ser o terminal mais curto dos dois. Existem fabricantes que adotam simultaneamente as duas formas de identificação.
Nos LEDs retangulares, alguns fabricantes marcam o terminal K com um pequeno "alargamento" do terminal junto à base do componente, ou então deixam esse terminal mais curto.
Mas pode acontecer do componente não trazer qualquer referência externa de identificação dos terminais. Nesse caso, se o invólucro for semi-transparente, pode-se identificar o cátodo (K) como sendo o terminal que contém o eletrodo interno mais largo do que o eletrodo do outro terminal (ânodo). Além de mais largo, às vezes o cátodo é mais baixo do que o ânodo.
Os diodos emissores de luz são empregados também na construção dos displays alfa-numéricos.
Há também LEDs bicolores, que são constituídos por duas junções de materiais diferentes em um mesmo invólucro, de modo que uma inversão na polarização muda a cor da luz emitida de verde para vermelho, e vice-versa. Existem ainda LEDs bicolores com três terminais, sendo um para acionar a junção dopada com material para produzir luz verde, outro para acionar a junção dopada com material para gerar a luz vermelha, e o terceiro comum às duas junções. O terminal comum pode corresponder à interligação dos ânodos das junções (LEDs bicolores em ânodo comum) ou dos seus cátodos (LEDs bi-colores em cátodo comum).
Embora normalmente seja tratado por LED bicolor (vermelho+verde), esse tipo de LED é na realidade um "tricolor", já que além das duas cores independentes, cada qual gerada em uma junção, essas duas junções podem ser simultaneamente polarizadas, resultando na emissão de luz alaranjada/amarela.
Geralmente, os LEDs são utilizados em substituição às lâmpadas de sinalização ou lâmpadas pilotos nos painéis dos instrumentos e aparelhos diversos. Para fixação nesses painéis, é comum o uso de suportes plásticos com rosca.
Como o diodo, o LED não pode receber tensão diretamente entre seus terminais, uma vez que a corrente deve ser limitada para que a junção não seja danificada. Assim, o uso de um resistor limitador em série com o LED é comum nos circuitos que o utilizam. Para calcular o valor do resistor, usa-se a seguinte fórmula: R = (Vfonte-VLED)/ILED, onde Vfonte é a tensão disponível; VLED é a tensão correta para o LED em questão; e ILED é a corrente que ele pode suportar com segurança.
Tipicamente, os LEDs grandes (de aproximadamente 5 mm de diâmetro, quando redondos) trabalham com correntes da ordem de 12 a 30 mA; e os pequenos (com aproximadamente 3 mm de diâmetro), operam com a metade desse valor.
Assim:
- Adotamos I1 = 15 mA e I2 = 8 mA, Vfonte = 12 V, VLED = 2 V:
- R1 = (12 - 2)/0,015 = 10/0,015 = 666,67 (680*)
- R2 = (12 - 2)/0,008 = 10/0,008 = 1250 (1K2*)

*Aproximamos os resultados para os valores comerciais mais próximos.
Os LEDs não suportam tensão reversa (Vr) de valor significativo, podendo-se danificá-los com apenas 5 V de tensão nesse sentido. Por isso, quando alimentado por tensão C.A., o LED costuma ser acompanhado de um diodo retificador em antiparalelo (polaridade invertida em relação ao LED), com a finalidade de conduzir os semi-ciclos nos quais ele - o LED - fica no corte, limitando essa tensão reversa em torno de 0,7 V (tensão direta máxima do diodo), um valor suficientemente baixo para que sua junção não se danifique. Pode-se adotar também uma ligação em série entre o diodo de proteção e o LED.

Espectros LED para vários semicondutores

A energia eletrostática que os portadores de carga perdem na passagem da interface entre os dois semicondutores é transformada em luz. Essa energia corresponde à diferença entre dois níveis de energia no semicondutor, e tem um valor específico próprio dos semicondutores usados no LED.
A energia que transporta cada fóton é dada pela equação {\displaystyle U=hf}.
Consequentemente, os fótons emitidos no LED terão todos aproximadamente a mesma frequência, igual à diferença entre os níveis de energia dos elétrons nos dois eletrodos do LED, dividida pela constante de Planck; isso implica que a luz do LED é monocromática. Assim, a cor da luz emitida pelo LED dependerá do semicondutor usado. A tabela abaixo mostra as cores próprias de alguns semicondutores.

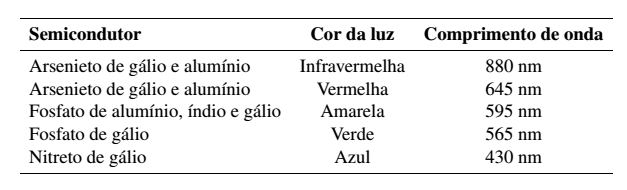
Cores associadas a alguns semicondutores usados atualmente.

Quando circula corrente pelo LED, cada carga de condução que atravessa a interface no LED perde uma energia correspondente à energia de um fóton. Assim, a curva caraterística do LED será semelhante à caraterística de um receptor, com ordenada na origem positiva, e declive constante positivo (figura abaixo).

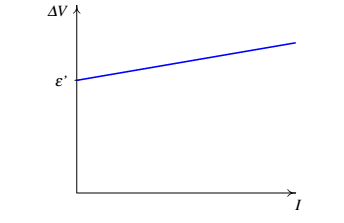
Caraterística tensão-corrente de um LED.

A força contra-eletromotriz do LED, {\displaystyle \varepsilon '} (ordenada na origem da caraterística tensão-corrente), é a energia, por unidade de carga, que as cargas de condução perdem na passagem pelo LED e que é convertida em luz.
Assim, a energia que cada elétron perde quando atravessa a interface entre os dois semicondutores é igual a: {\displaystyle e\,\varepsilon '}.
Essa energia é a energia do fóton que será emitido:
{\displaystyle e\,\varepsilon '=h\,f={\frac {h\,c}{\lambda }}}
Onde {\displaystyle c} é a velocidade da luz e {\displaystyle \lambda } o comprimento de onda da luz emitida.
Resolvendo para {\displaystyle h} na equação acima, obtemos: {\displaystyle h={\frac {e\,\varepsilon '\,\lambda }{c}}}
Essa equação é útil para medir experimentalmente o valor da constante de Planck, a partir da caraterística tensão-corrente de um LED.